# Mechthild
Mechthild ist ein weiblicher Vorname.

## Herkunft
Mechthild ist eine alte Form des Vornamens Mathilde. Der Name setzt sich zusammen aus den beiden althochdeutschen Substantiven maht, „Macht, Kraft, Stärke“, und hiltia, „Kampf“, und bedeutet damit in etwa „machtvoller Kampf, mächtig im Kampf, mächtige Kämpferin“.

## Varianten
- Mechtelt
- Mechtild
- Mechthilde, Mechtilde
- Mechthildis, Mechtildis
- Metz, Metze
- Machteld

## Namenstage
- 26. Februar
- 06. März
- 14. März  (Mathilde / Matilda)
- 12. April (Mathilde, Schwester von Alexander von Foigny)
- 31. Mai
- 15. August
- 19. November

## Bekannte Namensträgerinnen

### Mittelalter
chronologisch
- Mechthild von Dießen  (auch Mathilde von Andechs; ~1125–1160), Augustiner-Chorfrau und Äbtissin von Edelstetten
- Mechthild von Gießen (* um 1155; † nach 1203), Gräfin von Gießen
- Mechthild I. von Wohldenberg († 1223), von 1196 bis 1223 Äbtissin des Stifts Gandersheim
- Mechthild von Andechs († 1254), Äbtissin von Kitzingen
- Mechthild von Baden († 1258), Gräfin von Württemberg
- Mechthild von Bienburg (* vor 1223; † nach 1265), Äbtissin des freiweltlichen Damenstifts Buchau im heutigen Bad Buchau am Federsee
- Mechthild von Magdeburg (1208/1210–1282), bedeutende Mystikerin
- Mechthild von Holstein (1220/1225–1288), Ehefrau des dänischen Königs Abel
- Mechthild von Sayn (* um 1203; † um 1291), deutsche Gräfin, Ehefrau von Heinrich III. von Sayn und Stifterin
- Mechthild von Hackeborn (1241–1299), Zisterzienserin und christliche Mystikerin
- Mechthild von Holte (* um 1220; † 1304), Adelige
- Mechthild von Kleve (* im 13. Jahrhundert; † 1309), Herzogin und Landgräfin von Hessen
- Mechthild II. von Wohldenberg († 1316), von 1305 bis 1316 Äbtissin von Stift Gandersheim
- Mechthild von Nassau (* vor 1280; † 1323), Prinzessin von Nassau und später Herzogin von Oberbayern und Pfalzgräfin bei Rhein
- Mechthild II. von Anhalt (1392–1463) aus dem Geschlecht der Askanier; Äbtissin des freien weltlichen Stiftes Gernrode und Frose
- Mechthild von der Pfalz (1419–1482), Ehefrau des Grafen Ludwig I. von Württemberg
- Mechthild von Hessen (1473–1505), Herzogin von Kleve und Gräfin von der Mark
- Mechthild von Hessen (1490–1558), Gräfin von Tecklenburg-Schwerin
- Mechthild von Bayern (1532–1565), Ehefrau des Markgrafen Philibert von Bayern

### Neuzeit
alphabetisch
- Mechthild Albert (* 1956), deutsche Romanistin
- Mechthild Bach (1949–2011), deutsche Internistin
- Mechthild Bach (* 1963), deutsche Sängerin
- Mechthild Curtius (* 1939), deutsche Schriftstellerin und Literaturwissenschaftlerin
- Mechthild Dehn (* 1941), deutsche Erziehungswissenschaftlerin und Sprachdidaktikerin für die Grundschule
- Mechthild Flury-Lemberg (* 1929), Schweizer Textilrestauratorin
- Mechthild Großmann (* 1948), deutsche Schauspielerin, Tänzerin und Sprecherin
- Mechthild Heil (* 1961), deutsche Architektin und Politikerin (CDU)
- Mechthild Homberg (1937–2025), deutsche Malerin und Grafikerin
- Mechthild Leutner (* 1948), deutsche Sinologin, Historikerin und Hochschullehrerin
- Mechthild Motsch von Freydorf (1906–1997), deutsche Malerin
- Mechthild Podzeit-Lütjen (* 1955), deutsche und österreichische Schriftstellerin
- Mechthild Ross-Luttmann (* 1958), deutsche Politikerin (CDU)
- Mechthild Sarrazin (1920–2014), deutsche Bildhauerin und Malerin
- Mechthild Roswitha Scheurl von Defersdorf (* 1952), deutsche Sprachwissenschaftlerin und Buchautorin
- Mechthild Thürmer (* 1958), deutsche Ordensschwester der Benediktinerinnen
- Mechthild Wiswe (1938–2017), deutsche Historikerin, Volkskundlerin und Autorin